# Kathedrale der Heiligen drei Hierarchen
Die Kathedrale der Heiligen drei Hierarchen (rumänisch: Catedrala Ortodoxă oder Catedrala Mitropolitană) ist eine denkmalgeschützte rumänisch-Orthodoxe Kirche am Bulevardul Regele Ferdinand I Nr. 1 im I. Bezirk Cetate der westrumänischen Stadt Timișoara an der Piața Victoriei, und eines ihrer Wahrzeichen. Sie ist den Heiligen drei Hierarchen Basilius dem Großen, Gregor von Nazianz und Johannes Chrysostomos geweiht. Sie wurde von König Michael I. gestiftet und in der zweiten Hälfte der 1930er Jahre nach den Plänen des Architekten Ioan Traianescu errichtet. Am 20. Dezember 1936 wurde der Grundstein gelegt, am 28. August 1938 erfolgte die Glockenweihe und 1940 konnten die restlichen Arbeiten abgeschlossen werden.

## Beschreibung
Um die Kathedrale in dem sumpfigen Gebiet auf festem Boden errichten zu können, mussten über 1000 Betonpfeiler ins Erdreich gerammt werden. Der Stil ist für eine orthodoxe Kirche ungewöhnlich. Es finden sich zwar Elemente des byzantinischen Stils, aber die für diesen Stil typischen Kuppeln fehlen, dafür hat die Kirche insgesamt 11 Türme, die eher dem moldawischen Stil ähneln. Die Kathedrale ist zum einen der Hagia Sophia nachempfunden, erinnert aber zum anderen an die von Ștefan cel Mare errichteten Klöster. Die Türme sind mit emaillierten Dachziegeln bedeckt, welche typisch rumänische Schmuckmuster ausbilden. Der höchste Turm erreicht eine Höhe von 96 m. Die Kirche ist auf kreuzförmigem Grundriss 65 m lang und 32 m breit. In der Kirche finden mehr als 4000 Gläubige Platz.
Der Innenraum und die Ikonen wurden von Atanasie Demian gemalt, wurden aber aufgrund des Zweiten Weltkrieges erst später fertiggestellt, so dass die Kathedrale erst am 6. Oktober 1946 geweiht werden konnte. Die Ikonostase ist eine goldbelegte Ikonenwand mit einer Fläche von 135 m² und wurde von Stefan I. Goja von Timișoara aus Lindenholz geschnitzt. Der Mosaikfußboden ist nach Banater Teppichmustern gestaltet. Über den vier Registern mit Ikonen erhebt sich eine Kreuzigung.
Die sieben elektrischen Kirchenglocken, die zusammen acht Tonnen wiegen, sind mit religiösen Inschriften versehen und stammen aus Indonesien. Das vielstimmige Glockengeläut wurde vom rumänischen Komponisten Sabin Drăgoi gestimmt. Im Kellergeschoss der Kathedrale kann man eine Sammlung alter Kirchenkunst sehen. Hier befinden sich die Gebeine des Heiligen Iosif cel Nou, de la Partoș, des Schutzpatrons der Rumänisch-Orthodoxen Gläubigen im Banat. Zu den wichtigsten sakralen Gegenständen in der Kirche gehören das Neue Testament von Bălgrad (Noul Testament de la Bălgrad) aus dem Jahre 1648 und das Homiliarium des Metropoliten Varlaam (Cazania lui Varlaam) aus dem Jahre 1643, zwei der ältesten Dokumente in rumänischer Sprache.

## Galerie

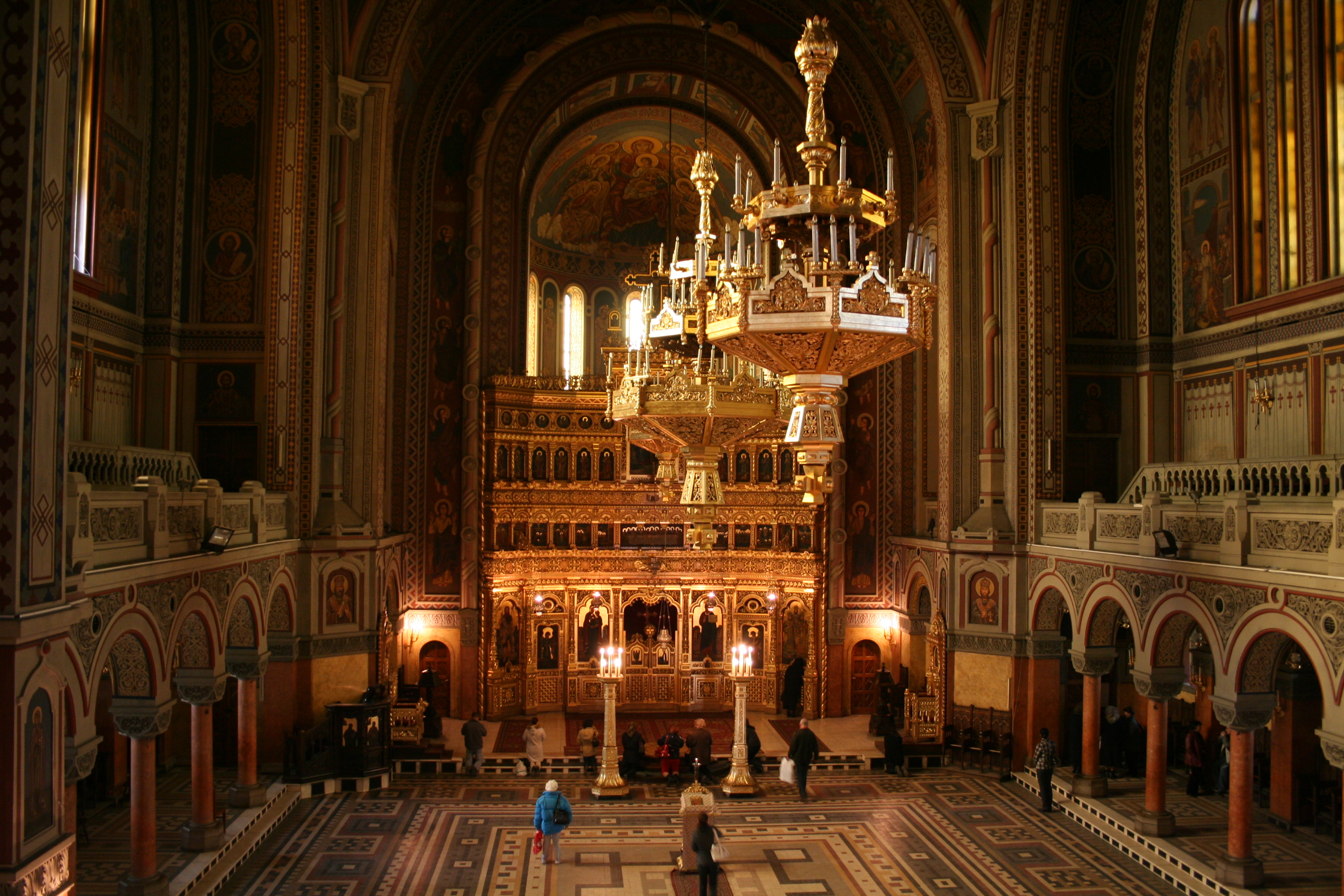
Innenraum der Kathedrale
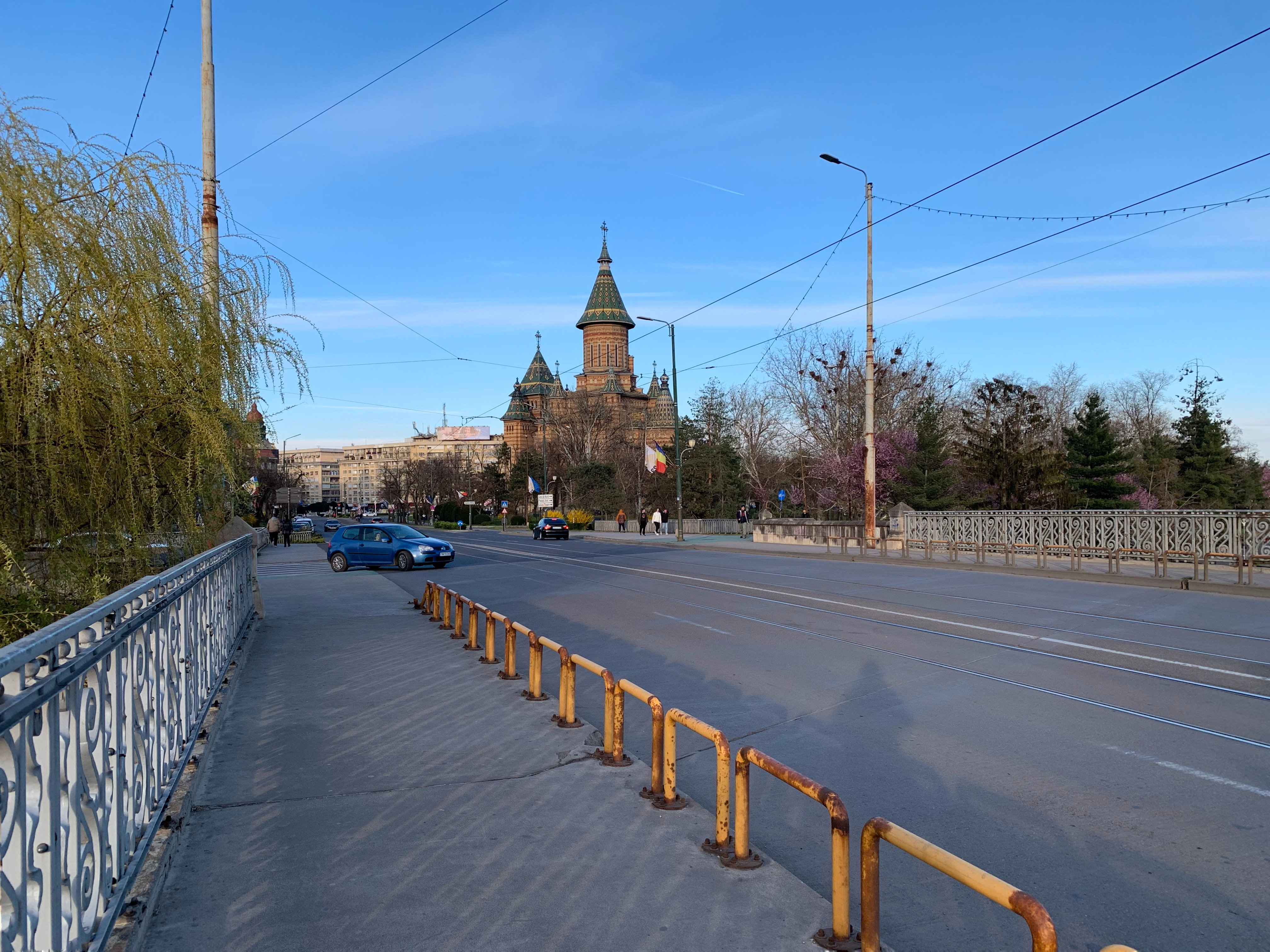
Die Kathedrale von der Traian-Brücke ausgesehen